# DMW Motorcycles
DMW Motorcycles fou un fabricant de motocicletes britànic amb seu a Wolverhampton. Fundada el 1940, l'empresa va adquirir Ambassador Motorcycles el 1963 i en va continuar la producció fins que la va tancar el 1965. DMW va abandonar la producció de motocicletes el 1971, però mentre s'hi dedicà va destacar pels seus models de trial i de velocitat, molts d'ells encara en actiu en esdeveniments esportius "vintage" al Regne Unit. L'empresa va produir prop de 15.000 motocicletes i diversos altres fabricants van muntar motors i forquilles DMW als seus productes.

## Història
DMW fou fundada per Leslie "Smokey" Dawson, qui havia obtingut patents britàniques sobre suspensions basculants posteriors, frens dobles i forquilles anteriors "telemàtiques". La seva empresa, Dawson Motors Wolverhampton, començà el 1940 a fabricar i a instal·lar nous kits de basculants a motocicletes ja existents. Les forquilles "Telematic" Dawson consistien en uns ressorts telescòpics oleopneumàtics que es podien instal·lar com a substituts de les forquilles estàndard rígides de l'època. El 1943, Dawson va afegir l'opció de la suspensió posterior, que instal·lava al seu taller de Wolverhampton. El 1945, acabada la Segona Guerra Mundial, Smokey Dawson va començar a fabricar motocicletes de grasstrack D.M.W. amb motors JAP de 350 i 500 cc. Leslie Dawson es va associar amb l'ex-treballador d'AJS i Vincent Harold Nock per a produir motocicletes lleugeres de dos temps. Aviat, però, Dawson va fracassar en la captació de capital risc i el 1948 va emigrar al Canadà. Es va morir a Ellesmere Port, Cheshire, el 6 de gener de 1989.
Leslie fou substituït per l'ex enginyer de la BSA Mike Riley, qui el 1948 va guanyar el Scottish Trial amb una DMW de 200 cc. La producció es va traslladar llavors als locals de Harold Nock, a Sedgley (West Midlands), i el 1950 es va llançar una DMW de 122 cc amb motor Villiers. Aquest model va participar i guanyar en nombroses competicions i DMW va exhibir-lo a l'Earls Court Motor Cycle Show el 1952, al costat de tres motos de carretera i tres més de velocitat. La producció es va traslladar a una fàbrica més gran a la mateixa Sedgley, l'arrel de Metal Profiles Ltd.
Al llarg de la dècada del 1960, l'empresa va produir una gamma de models de dos temps relativament reeixits, sobretot la DMW Dolomite. La producció de DMW va cessar el 1971 i Harold Nock va vendre l'empresa el 1975 a Graham Beddall i Ivan Dyke, els quals es van concentrar en l'enginyeria i la venda de peces, tot i que van construir puntualment alguna motocicleta de competició i una d'aquestes, una DMW de 250 cc, va guanyar el Midland Centre Group Trials els anys 1976 i 1977. Beddall i Dyke van mantenir la propietat del nom DMW fins al 2001, quan es va liquidar definitivament.
La fàbrica de Sedgley va romandre en ús fins a mitjan dècada del 1990 i després va restar abandonada uns quants anys, fins que fou enderrocada definitivament a l'estiu del 2002 per tal de deixar lloc per a nous habitatges privats.

## Models

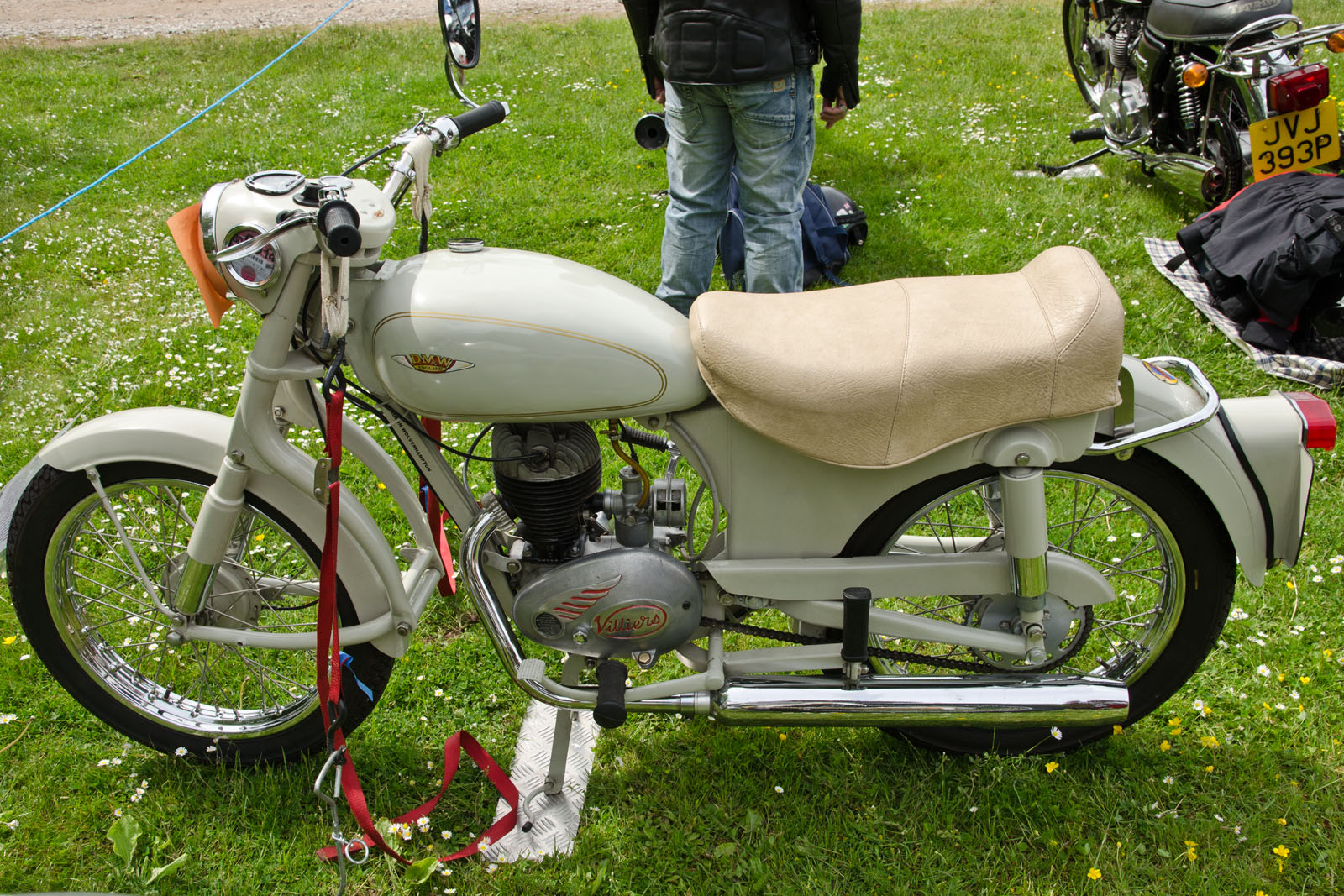
Una DMW 200P amb motor Villiers de 1957

| Model                | Any       | Notes                                         |
| -------------------- | --------- | --------------------------------------------- |
| DMW De luxe          | 1953      | Villiers 250 cc 2 temps bicilíndric vertical. |
| DMW Coronation       | 1953      | Villiers 10D 122 cc 2 temps                   |
| Cortina              | 1954      | Villiers 1H 225 cc                            |
| Dolomite 1           | 1954      | Motor 250 cc OHC 4 temps AMC francès          |
| DMW Hornet           | 1954      | Motor 125 cc OHC 4 temps AMC francès          |
| Moto Cross           | 1955      | 200 cc 2 temps                                |
| Trials               | 1955      | Motor de competició 200 cc 2 temps            |
| DMW Leda             | 1955      | 150 cc 2 temps 'sports'                       |
| Bambi scooter        | 1957      | Villiers 4F 98 cc 2 temps                     |
| DMW Deemster scooter | 1961-1967 | Villiers 249 cc 2 temps bicilíndric           |
| DMW Sports Twin      | 1962      | Villiers Mark 4T 249 cc 2 temps               |
| DMW Dolomite II      | 1963      | Motocicleta Ambassador venuda com a DMW       |
| 250 cc Hornet        | 1964      | Villiers 'Starmaker' 247 cc 2 temps velocitat |
| Sports Twin          | 1964      | Villiers 4T 249 cc 2 temps bicilíndric        |
| DMW Typhoon          | 1965      | Villiers 494 cc 2 temps bicilíndric velocitat |